# آدم ديفيز (لاعب سنوكر)
آدم ديفيز (بالإنجليزية: Adam Davies)‏ هو لاعب سنوكر بريطاني، ولد في 11 أغسطس 1982.

## روابط خارجية
- آدم ديفيز على موقع CueTracker.net (الإنجليزية)